# دوري جزر كوك لكرة القدم 1983
دوري جزر كوك لكرة القدم 1983 (بالإنجليزية: 1983 Cook Islands Round Cup)‏ هو موسم من دوري جزر كوك لكرة القدم. فاز فيه Titikaveka F.C. ‏.